# Episodi di Knightfall (seconda stagione)
La seconda e ultima stagione della serie televisiva Knightfall, composta da 8 episodi, è stata trasmessa negli Stati Uniti dal canale History dal 25 marzo al 13 maggio 2019.
In Italia, la stagione è andata in onda in prima visione assoluta sul canale History dal 23 maggio all'11 luglio 2019.
| nº | Titolo originale                | Titolo italiano              | Prima TV USA   | Prima TV Italia |
| -- | ------------------------------- | ---------------------------- | -------------- | --------------- |
| 1  | God's Executioners              | Per l'amore di Dio           | 25 marzo 2019  | 23 maggio 2019  |
| 2  | The Devil Inside                | Un demone dentro             | 1º aprile 2019 | 30 maggio 2019  |
| 3  | Faith                           | Abbi fede                    | 8 aprile 2019  | 6 giugno 2019   |
| 4  | Equal Before God                | Uguali dinnanzi a Dio        | 15 aprile 2019 | 13 giugno 2019  |
| 5  | Road to Chartres                | Oscuri segreti               | 22 aprile 2019 | 20 giugno 2019  |
| 6  | Blood Drenched Stone            | Una roccia intrisa di sangue | 29 aprile 2019 | 27 giugno 2019  |
| 7  | Death Awaits                    | Venerdì 13                   | 6 maggio 2019  | 4 luglio 2019   |
| 8  | As I Breathe, I Trust the Cross | Sentenze                     | 13 maggio 2019 | 11 luglio 2019  |

## Per l'amore di Dio
- Titolo originale: God's Executioners
- Diretto da: Rick Jacobson
- Scritto da: Aaron Helbing

### Trama
Landry lascia la figlia a Tancredi, perché la affidi ad una famiglia che sappia prendersi cura di lei, mentre lui si presenterà davanti ai confratelli a Chartres, per fare ammenda per i suoi crimini. Prima della partenza decide di dare un nome alla bambina: si chiamerà Eva. Giunto a Chartres, Landry non viene accolto fra le mura, colpevole di aver fatto cadere il Tempio di Parigi e di aver fatto morire molti confratelli a Versailles. Viene, anzi, malmenato ed espulso dall'ordine. La sua punizione sarà l'esilio. Passano i giorni e le notti, ma Landry non si allontana dalla cittadella, continuando a chiedere il permesso di entrare, fino a che per intercessione di Tancredi non gli viene permesso di fare ammenda per i suoi crimini. Nonostante le proteste di Berengario e Talus, il Gran Maestro decide di riammettere Landry nell'Ordine, con il grado di semplice iniziato. Landry comincia, quindi, il suo nuovo addestramento, sotto gli ordini di Talus, che pare intenzionato a rendergli la vita difficile. Nonostante l'ex Maestro utilizzi le sue conoscenze per superare le prove a cui viene sottoposto, Talus riesce ugualmente a metterlo in difficoltà con l'astuzia e ad umiliarlo davanti agli altri adepti. Landry, però, non si fa abbattere e spiega a Rhone, uno dei due iniziati insieme a Vasant con il quale dovrà condividere compiti e cibo, che è solo mostrandosi umili davanti a Dio che riuscirà ad espiare i propri peccati. Tancredi, intanto, chiede al Gran Maestro di recuperare l'oro dei Templari nascosto sotto il Tempio di Parigi, spalleggiato da Berengario che propone per il compito di mandare gli iniziati. De Molay decide che andranno Tancredi, Berengario e gli iniziati, ai quali si aggiunge anche Draper. Gli uomini entrano senza difficoltà sotto al Tempio, ma vengono scoperti dalla Guardia Reale, che li attacca. Nonostante si dimostri ancora una volta abile e valoroso, Landry viene punito per aver rotto la formazione degli iniziati per salvare uno dei suoi compagni. L'accusa è quella di aver messo in pericolo gli altri adepti per il suo orgoglio personale e di essere responsabile delle morti dei due fratelli caduti nell'attacco. Gli viene imposto, dunque, di andarsene, non essendo più degno di essere né un Templare né un adepto. Sentendosi totalmente colpevole di ciò che gli viene imputato, Landry si autoflagella sotto gli occhi di Talus.
A Parigi, Filippo è convinto di dove attaccare il Tempio di Arville e quello di Chartres, appoggiato dalla figlia Isabella. Viene, però, richiamato alla prudenza da De Nogaret, timoroso di inimicarsi il Papa con un attacco. Dopo il tradimento di Giovanna, Filippo è diventato un sovrano crudele e spietato e arriva addirittura a torturare e imprigionare un soldato che fa girare la voce che sia stato lui a uccidere la regina. A corte ritorna Luigi, primo figlio di Filippo e Giovanna, portando i giuramenti di fedeltà dei nuovi signori del Sud della Francia. Affidato il suo cavallo alle cure di un riluttante De Nogaret, Luigi chiede notizie della madre e viene messo al corrente del suo tradimento e della sua morte. Successivamente il Re viene messo al corrente della violazione del Tempio di Parigi, ma non fa in tempo a prendere una decisione in merito perché fa il suo ingresso nella sala Luigi con il cadavere semi-decomposto di Giovanna fra le braccia. Basta un rapido esame per dimostrare che, nonostante la morte della regina, il parto è avvenuto e che il bambino è ancora vivo.
Ritroviamo Galvano, invece, a battersi in una taverna in un incontro clandestino, famoso alla folla con il nome di “Il Crociato”. Viene contattato da De Nogaret che ha un compito da proporgli. Vedendo in questa proposta una seconda possibilità per riscattarsi, Galvano accetta.

## Un demone dentro
- Titolo originale: The Devil Inside
- Diretto da: Samira Radsi
- Scritto da: Ethan Reiff e Cyrus Voris

### Trama
Con un flashback nel 1279 a Saint-Felix de Caraman, in Occitania, assistiamo all'assassinio sul rogo di due catari. Tornato qualche giorno dopo sulla pira, il figlio dei due catari raccoglie le loro ceneri in un sacchetto.
A Chartres, Landry sembra finalmente integrato fra i suoi compagni iniziati e si lascia anche andare ad alcuni racconti sulla sua infanzia. Riesce anche a migliorare la propria posizione nei confronti di Talus, durante una prova di sacrificio e cameratismo. Tancredi, intanto, torna al convento al quale ha affidato Eva per far visita alla bambina, che cresce sana.
A Parigi, Luigi non è d'accordo con Filippo riguardo al trattamento che sta riservando alla madre, negandole il funerale. La caccia ai Templari è aperta e a guidarla ci sarà Luigi, che guiderà la ricerca a partire proprio dal Tempio di Parigi. De Nogaret, però, vuole montare un caso legale contro i Templari, ancora venerati in Francia, per scatenare l'opinione pubblica contro di loro. Ovviamente il suo testimone chiave sarà Galvano. Mentre De Nogaret mette in moto il suo piano, Luigi viene inviato alla ricerca della figlia di Landry e Giovanna e inizia l'indagine procurandosi l'elenco dei bambini battezzati di recente, facendo inoltre uccidere il prete incaricato della loro custodia. Nel frattempo, Isabella può essere finalmente data in sposa a Edoardo II nonostante lei non sia propensa a trasferirsi in Inghilterra. Papa Bonifacio giunge a Parigi per porre i suoi omaggi a Giovanna, mentre Filippo ne approfitta per chiedere delucidazioni sulla bolla papale di prossima pubblicazione, che sostiene che il potere spirituale e secolare derivino entrambi da Dio e che, quindi, debbano spettare entrambi al Papa. Do Nogaret, con l'aiuto di Galvano che elimina le guardie papali, si presenta al cospetto di Bonifacio e lo accusa di essere il responsabile del rogo dei catari di Saint Felix del 1279, che si scoprono essere i genitori di Guglielmo. Sotto le minacce di Bonifacio, De Nogaret colpisce il pontefice con uno schiaffo e gli rivela che è stato il Re a chiedergli di fare in modo che il Papa venisse sostituito. A questo punto lo strangola e lo marchia in fronte con le ceneri dei genitori.
Una sera Landry sorprende Rhone con una pergamena lasciatagli dalla madre e gli consiglia di sbarazzarsene, prima che possa metterlo nei guai. Rhone viene, però scoperto da Talus, su indicazione di Michele, un altro degli iniziati. Michele viene espulso, mentre Landry si prende la colpa della presenza del rotolo di pergamena nei vestiti di Rhone. Talus, che non si fa prendere in giro, punisce tutti gli iniziati. Al gruppo di Landry viene affidato il compito di sradicare un albero e riportarlo a piedi fino al Tempio. Durante lo svolgimento del compito sentono le grida disperate di una donna e decidono di andare in suo soccorso. Giunti sul luogo, trovano dei Luciferiani che compiono un sacrificio. I cinque iniziati vengono attaccati dai seguaci della setta. Quentin viene colpito e viene riportato dagli altri quattro al tempio, per lasciarlo alle cure di Draper, che però non può fare più nulla per il ragazzo. Il Gran Maestro manda Draper in avanscoperta per trovare i Luciferiani, mentre Talus impedisce a Landry di unirsi alla spedizione. Il gruppo di Draper viene a sua volta attaccato, ma non sono i Luciferiani ad uccidere tutti i componenti della spedizione, bensì il gruppo di Luigi. Nel frattempo, Landry viene attaccato da Berengario e i suoi, convinti che sia posseduto dal diavolo, e lo esorcizzano marchiandogli a fuoco una croce sul torace. Raggiunto da Tancredi, di ritorno dal suo viaggio, Landry non vuole fare il nome del colpevole.